# Haboob

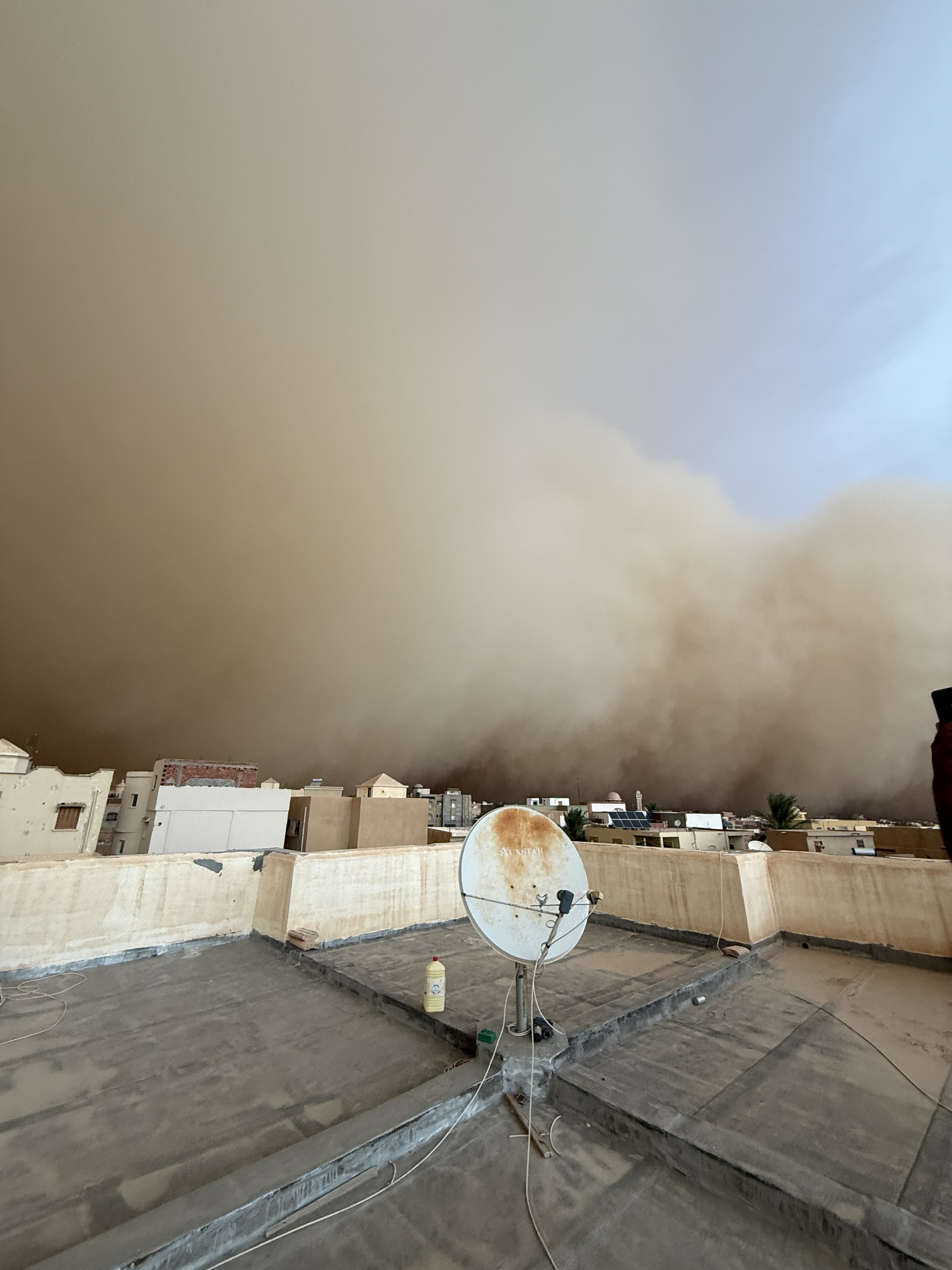
Un haboob en approche, à Tozeur, Tunisie en 2025.

Un haboob (arabe هبوب habūb) est un type de violente tempête de sable observée dans le désert du Sahara, au Sahel, au Soudan, dans la péninsule Arabique, au Koweït, dans les régions les plus arides de l'Irak et dans le golfe Persique.

## Dénomination
Le mot haboob provient de l'arabe هَبُوب (habūb) qui signifie « vent fort » et est issu de la racine  ه ب ب (h-b-b). À travers l’Afrique du Nord et le Moyen-Orient, les noms diffèrent pour définir cette tempête de sable unique en son genre.

## Répartition géographique
Les haboobs sahariens se produisant en été résultent du déplacement vers le nord du front intertropical, vers l'Afrique du Nord, apportant de l'humidité depuis le golfe de Guinée.  
Dans la partie occidentale du Sahara, les haboobs sont liés à la convection atmosphérique sur les montagnes de l'Atlas, en particulier pendant le semestre estival. 
Les vents du haboob dans la péninsule arabique, en Irak et au Koweït sont fréquemment créés par l'effondrement d'un orage. Les haboobs se retrouvent aussi en Iran et dans le golfe Persique. 
Les déserts du sud-ouest de l'Arizona, incluant les régions de Yuma et de Phoenix, connaissent également des tempêtes de sable, qu'on peut qualifier d'haboobs par extrapolation du terme, mais à une fréquence beaucoup plus faible,.

## Formation

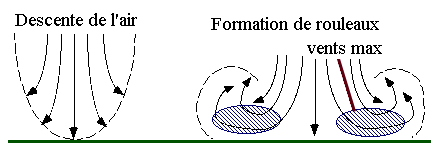
C'est le long du rouleau formé par la rafale descendante que se produit le haboob.

Pendant la formation d'un orage important ou d'une ligne d'orages, les vents de surface se trouvent à se diriger vers l'orage car ce dernier se déplace généralement dans une direction opposée qui dépend des vents moyens dans la couche de l'atmosphère qu'il occupe. L'air entrant subit un soulèvement et crée un courant ascendant qui va changer de direction pour s'aligner avec le vent moyen d'altitude et peut même entrer en rotation à l'intérieur de l'orage,.
Quand l'orage s'effondre et que les précipitations commencent à se produire, les mouvements de l'air à l'intérieur de la cellule orageuse s'inversent, avec des rafales descendantes qui s'évasent en éventail en arrivant au sol. Généralement les plus fortes rafales se produisent dans la direction empruntée par l'orage puisque l'air sec et plus froid des niveaux moyens entraîné dans l'orage descend avec la précipitation de celui-ci,.
Lorsque ce courant descendant atteint le sol sec et forme un front de rafales les particules sableuses du désert sont soulevées, créant un mur de sédiments précédant le nuage d'orage. Ce mur de sable peut atteindre une largeur de 100 km et une hauteur de plusieurs kilomètres. À leur maximum, l’haboob peut se déplacer jusqu’à 35 ou 50 km/h (vitesse maximale de déplacement),,.
La plupart du temps, la pluie n'est pas vue au niveau du sol, et s'évapore dans l'atmosphère chaude et sèche en virga. Cette évaporation augmente la force du vent puisque la vapeur d'eau doit prendre de l'énergie de l'air environnant ce qui le refroidit et il devient alors plus dense, subissant une poussée d'Archimède vers le bas. Cependant, quand l'air sous l'orage est assez humide et que les précipitations peuvent atteindre le sol, elles se chargent de quantités considérables de poussière.

## Dangers
Un système de protection oculaire et un système d'aide respiratoire sont conseillés pour une personne devant sortir pendant le passage d'un haboob — bien que le placement en lieu sûr soit hautement conseillé pendant un tel évènement.

## Historique
En mai 1983, un haboob frappe le Qatar, et présente des caractéristiques inhabituelles : perte soudaine de visibilité, soudaine montée de la pression atmosphérique de 1,5 mbar, suivie de vents forts et visibilité très réduite pendant 4 heures.
En juin 2008, un avion de la Sudan Airways traverse avec difficulté un haboob pour atterrir à Khartoum puis prend feu à l'atterrissage, provoquant la mort de 29 passagers.
Aux États-Unis, les États de l'Arizona, du Texas et du Nouveau Mexique sont fréquemment touchés par des phénomènes climatologiques similaires que les scientifiques qualifient également de haboobs. Dans les nuits du 5 au 6 juillet 2011, un haboob d'une envergure encore jamais observée recouvre la ville de Phoenix : 1500 mètres de haut pour 160 kilomètres de long. L'utilisation du terme haboob pour décrire cette tempête de sable provoque des réactions xénophobes dans l'opinion publique américaine,. L'application du terme haboob pour qualifier les tempêtes de sable américaines s'est répandue à partir de 1972 et la publication de l'article The American Haboob dans la revue scientifique Bulletin of the American Meteorological Society.
En janvier 2013, un haboob est observé au large d'Onslow sur la côte ouest australienne.

## Galerie

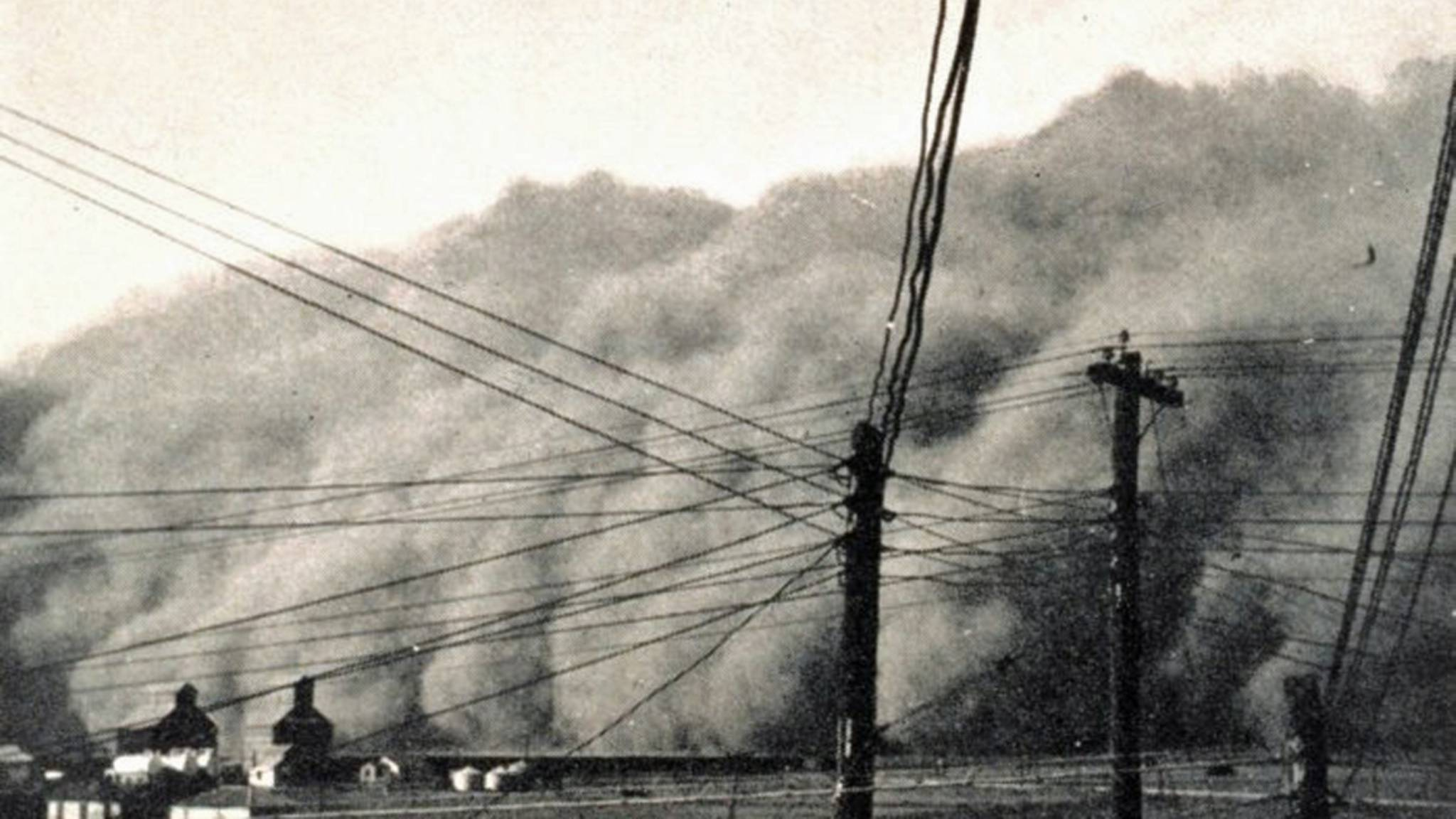
Un haboob approche de Spearman, au Texas, le 14 avril 1935. (Photo du NOAA).
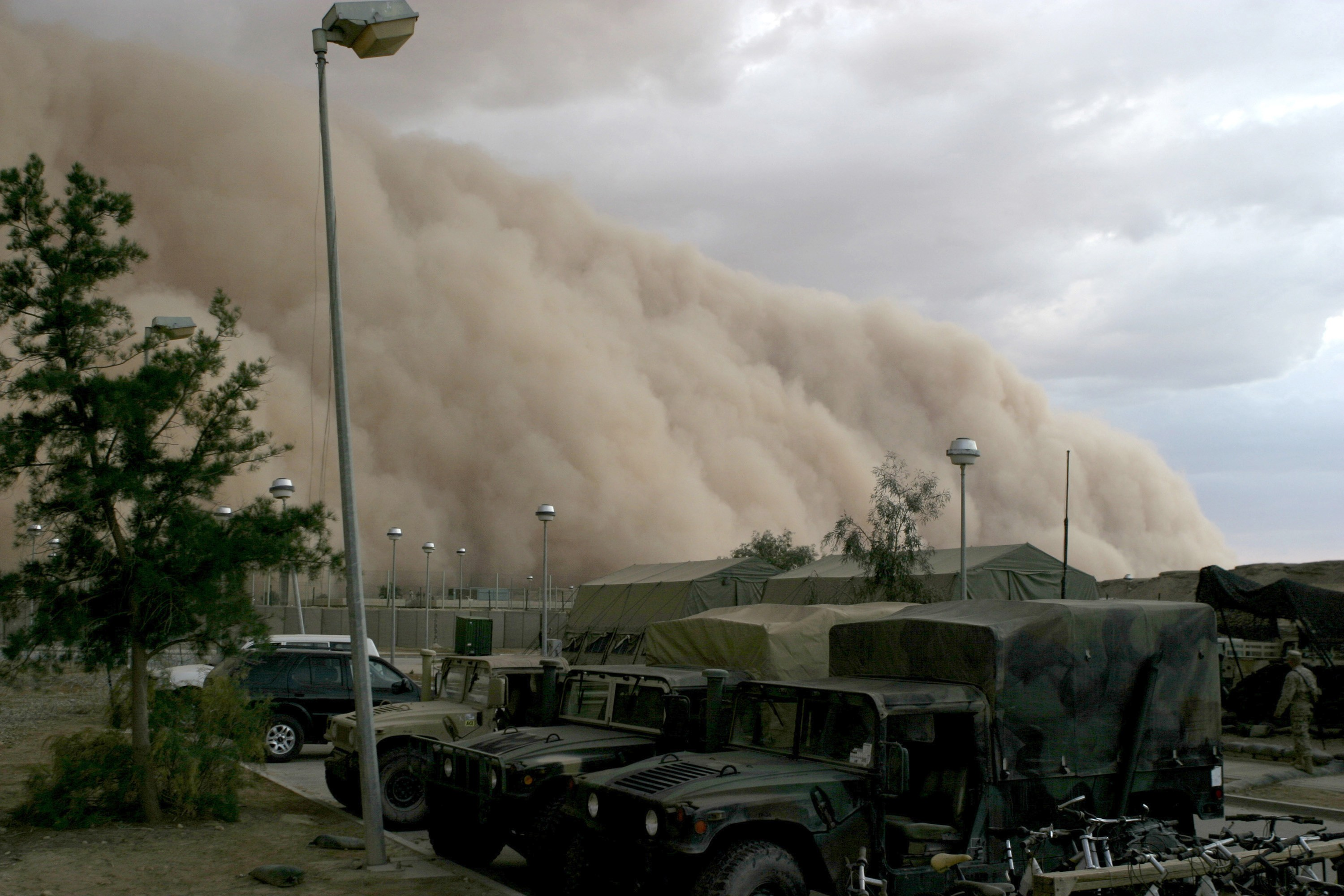
Un haboob arrive sur un camp militaire en passant au-dessus d'Al Asad, en Irak, juste avant la tombée de la nuit, le 27 avril 2005.